# Gołąbek prążkowany

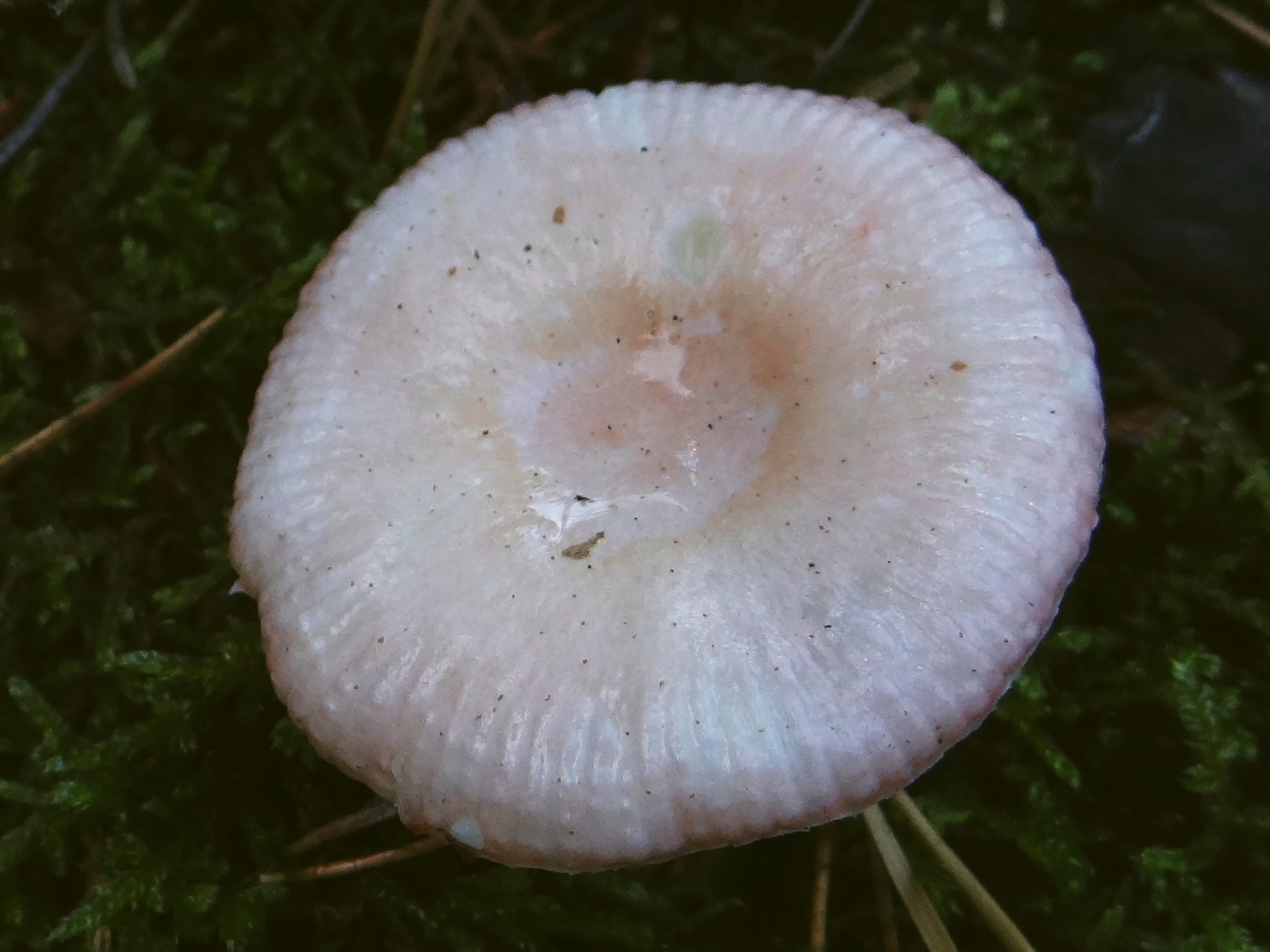

Gołąbek prążkowany (Russula nauseosa (Pers.) Fr.) – gatunek grzybów należący do rodziny gołąbkowatych (Russulaceae).

## Systematyka i nazewnictwo
Pozycja w klasyfikacji według Index Fungorum: Russula, Russulaceae, Russulales, Incertae sedis, Agaricomycetes, Agaricomycotina, Basidiomycota, Fungi.
Po raz pierwszy takson ten zdiagnozował w 1801 r. Persoon nadając mu nazwę Agaricus nauseosus. Obecną, uznaną przez Index Fungorum nazwę nadał mu w 1838 r. Elias Fries, przenosząc go do rodzaju Russula. Synonimy łacińskie:
- Agaricus nauseosus Pers. 1801
- Russula nauseosa var. fusca J.E. Lange 1940

Nazwę polską podał Władysław Wojewoda w 1999 r., Alina Skirgiełło w 1991 r. podawała nazwę gołąbek ckliwy.

## Morfologia
Kapelusz
Średnicy od 2 do 5 cm, u młodych okazów półkulisty, u starszych płaski z płytko wklęśniętym środkiem i pofalowanymi brzegami. Podczas suchej pogody powierzchnia matowa, a w czasie wilgotnej śliska, lepka i błyszcząca. Kolor od delikatnie różowego poprzez oliwkowobrązowy do jasnożółtego.
Blaszki
Szeroko przyrośnięte, u młodych okazów kremowe, u starszych w kolorze od jasnoochrowego do żółtawego. Ostrza blaszek jednolite.
Trzon
O wysokości od 2 do 6 cm i grubości 0,5–1,2 cm. Jest walcowaty, u młodych okazów pełny, u starszych pusty. Biały, podłużnie pokryty delikatnymi włókienkami, u starszych okazów siwiejący.
Miąższ
Kruchy i niezmiennie biały, bez smaku i zapachu.
Wysyp zarodników
Ochrowy lub żółty.
Cechy mikroskopowe
Zarodniki jajowate lub eliptyczne, pokryte brodawkami o wysokości do 1,2 μm. Rozmiar zarodników: 7–11 × 6–9 μm. Cystydy duże, co najwyżej z dwoma przegrodami.
Gatunki podobne
- gołąbek skromny (Russula puellaris), ale ma żółknący trzon[4]
- gołąbek turecki (Russula turci), ale ma wyraźny zapach jodoformu[4].

## Występowanie i siedlisko
Występuje w Ameryce Północnej i w Europie.
Rośnie głównie na pogórzu i w górach, w lasach iglastych i mieszanych na kwaśnych glebach, głównie pod świerkami i sosnami. Owocniki pojawiają się od lipca do października.

## Znaczenie
Grzyb jadalny. Naziemny grzyb mykoryzowy żyjący w symbiozie z niektórymi gatunkami drzew.